# Волк, Валентина Филипповна
Валентина Филипповна Волк (20 октября 1929, Орловка, Глуховский округ — 9 июля 2006) — свинарка колхоза «Коммунист» Ямпольского района Сумской области Украинской ССР, Герой Социалистического Труда.

## Биография
Родилась 20 октября 1929 года в селе Орловка Ямпольского района (ныне Сумской области) в крестьянской семье. Украинка.
До 1951 года работала почтальоном. В 1951—1973 годах работала свинаркой в колхозе «Коммунист».
Сначала работала на откорме. Вскоре ей предложили отобрать группу свиноматок. Отобрала сначала 18 свиноматок. Уже в первый год получила в среднем по 21 поросенку от каждой свиноматки. В 1958 году получила по 25 поросят на одну свиноматку, за что была награждена орденом Ленина, в 1966 году — по 26 поросят на одну свиноматку, за что была награждена орденом Трудового Красного Знамени. В 1971 году получила рекордный прирост скота в среднем по 28 поросят на одну свиноматку.
Указом Президиума Верховного Совета СССР от 8 апреля 1971 года за выдающиеся успехи, достигнутые в развитии сельскохозяйственного производства и выполнении пятилетнего плана продажи государству сельскохозяйственных продуктов в 1971 году, Валентине Филипповне Волк присвоено звание Героя Социалистического Труда с вручением ордена Ленина и золотой медали «Серп и Молот».
В 1973—1978 годах работала заведующей свинофермой, с 1978 года до середины 1980-х годов — старшей свинаркой колхоза «Коммунист». С середины 1980-х годов — на пенсии; пенсионер союзного значения. Избиралась депутатом Сумского областного совета пяти созывов. Член КПСС с 1968 года. Была наставницей молодёжи.
Жила в селе Орловка. Умерла 9 июля 2006 года. Похоронена на кладбище в селе Орловка.

## Награды
Награждена 2 орденами Ленина, орденом Трудового Красного Знамени, медалями. Удостоена почётного звания «Заслуженная колхозница».